# 劳诺·米耶蒂宁
劳诺·米耶蒂宁（芬蘭語：Rauno Miettinen，1949年5月25日—），芬兰男子北欧两项运动员。他曾代表芬兰参加1972年、1976年、1980年和1984年冬季奥林匹克运动会北欧两项比赛，获得一枚银牌。